# Cudot
Cudot este o comună în departamentul Yonne, Franța. În 2009 avea o populație de 354 de locuitori.

## Evoluția populației
| An        | 1975 | 1982 | 1990 | 1999 | 2006 | 2009 |
| --------- | ---- | ---- | ---- | ---- | ---- | ---- |
| Populație | 296  | 246  | 237  | 273  | 341  | 354  |